# Omniscjencja
Omniscjencja, wszechwiedza – pełna wiedza o wszystkich realnych i potencjalnych faktach i relacjach między faktami, czyli znajomość wszechrzeczy. Określenie, że ktoś jest wszechwiedzący oznacza, że wie o wszystkim: o wszystkich prawach natury oraz o wszystkim, co było, jest, będzie i mogłoby się wydarzyć we wszechświecie od początku do końca czasu. Dla przypadku istnienia czegoś takiego, jak wieloświat pierwszego rzędu czy wieloświaty dowolnie wyższych rzędów, wówczas o nich również wie wszystko.
W wielu religiach jest to własność przypisywana Bogu. Niektórzy autorzy twierdzili, że wolna wola nie może współistnieć z wszechwiedzą. Z wszechwiedzy wynika istnienie przeznaczenia. Argument z wolnej woli jest jednym z argumentów przeciwko istnieniu Boga. Zgodnie z nim wszechwiedzący Bóg jest sprzeczny z istnieniem wolnej woli .